# جاك ر. هوارد
جاك ر. هوارد (بالإنجليزية: Jack R. Howard)‏ هو صحفي أمريكي، ولد في 31 أغسطس 1910، وتوفي في 22 مارس 1998.